# Мате, Луис Анхель
Луис Анхель Мате (исп. Luis Ángel Maté; род. 23 марта 1984, Мадрид, Испания) — испанский профессиональный шоссейный велогонщик, выступающий за команду Cofidis, Solutions Crédits с 2011 года.

## Достижения
2005
1-й на Этапе 5a Circuito Montañés
2007
1-й на Этапе 5 Circuito Montañés
2009
5-й Prueba Villafranca de Ordizia
9-й Gran Premio Industria e Commercio Artigianato Carnaghese
2010
1-й на Этапе 6 Tour de San Luis
8-й Гран-при города Камайоре
9-й Trofeo Melinda
2011
1-й на Этапе 4 Рут-дю-Сюд
2012
Вуэльта Андалусии
1-й  горная классификация
1-й  спринтерская классификация
2013
5-й Вуэльта Мурсии
2014
2-й Grand Prix de Plumelec-Morbihan
4-й Вуэльта Мурсии
8-й Классика Альмерии
10-й Вуэльта Андалусии
 агрессивный гонщик на Этапе 6 Тур де Франс
2015
6-й Grand Prix de Plumelec-Morbihan
2016
9-й Рут-дю-Сюд
 агрессивный гонщик на Этапах 7, 10 и 16 Вуэльта Испании
2017
6-й Тур Люксембурга
Вуэльта Испании
 агрессивный гонщик на Этапах 7 и 14
2018
Вуэльта Испании
Лидер  горной классификации на Этапах 2-8
 агрессивный гонщик на Этапах 2 и 4

## Статистика выступлений

### Гранд-туры
| Гранд-тур                 | 2008 | 2009 | 2010 | 2011 | 2012 | 2013 | 2014 | 2015 | 2016 | 2017 | 2018 |
| ------------------------- | ---- | ---- | ---- | ---- | ---- | ---- | ---- | ---- | ---- | ---- | ---- |
| Джиро д’Италия            | —    | —    | —    | —    | —    | —    | —    | —    | —    | —    | —    |
| Тур де Франс              | —    | —    | —    | —    | 130  | 88   | 31   | 43   | 55   | 56   | —    |
| (c 2010 ) Вуэльта Испании | —    | —    | —    | 63   | 47   | 42   | 19   | —    | 22   | 24   | —    |

| —  | Не участвовал  |
| НФ | Не финишировал |